# Sorcière (John Varley)
Pour les articles homonymes, voir Sorcière (homonymie).
Sorcière (titre original : Wizard) est un roman de John Varley publié en 1980, deuxième volume de la trilogie de Gaïa.

## Synopsis
L'histoire se déroule vingt ans après la découverte de Gaïa. La station spatiale est alors presque devenue un centre de pèlerinage pour les terriens. Dans ce deuxième tome, le Capitaine Cirocco Jones s'est vu confier une nouvelle mission par la divinité : elle devra contrer les régions rebelles de la roue Gaïa. Ici, le Capitaine Cirocco est promue sorcière par Gaïa. Au cours de sa mission, elle sera accompagnée de nouveaux personnages, tels que Chris, un adolescent réservé ou encore Robin, une amazone intrépide et toujours en quête d'aventures. 